# Костас Пападопулос
Костас Пападопулос (на гръцки: Κώστας Παπαδόπουλος) е гръцки политик от ПАСОК.

## Биография
Роден е в Сяр в 1956 година. Завършва строително инженерство в Солунския университет. В продължение на 11 години е кмет на Елевтерио-Корделио, а след това девет години е номарх на ном Солун. Осем години е вицепрезидент на Съюза на префектурите на Гърция. Председател на Асоциацията на Западен Солун. Председател е на комисията, изготвила първия регулаторен план на Солун, председател на Комитета за социален одит във всички големи проекти в Солун. Член на Комитета на регионите на Европейския съюз.